# Аннато Пальміра Францівна
Пальміра Францівна Анна́то (1832 — 16 травня 1899, Санкт-Петербург) — циркова актриса, наїзниця, українська музична, театрально-громадська діячка.

## Біографія
Народилася у 1832 році. За походженням італійка. В середині XIX століття виступала як наїзниця в сімейному номері сім'ї Аннато в цирках різних країн, в тому числі в Російській імперії, зокрема у Санкт-Петербурзі з жовтня 1851 року.
Вийшла заміж за оперного співака Йосипа Сєтова. Протягом 1894—1896 років — антрепренер Київської російської опери. 1895 року була однією з засновників Київського літературно-артистичного товариства.
Померла в Санкт-Петербурзі 16 травня 1899 року. Похована в Києві.